# Los visitantes (película de 1993)
Los visitantes no nacieron ayer o simplemente, Los visitantes (Les Visiteurs) es una película francesa dirigida por Jean-Marie Poiré, estrenada en Francia el 27 de enero de 1993.

## Argumento
En el año 1123, por haber salvado la vida del rey de Francia Luis VI, "el Gordo", el Conde Godofredo de Miramonte, llamado "el Audaz", es prometido en matrimonio con Frenebunda de Pouille, la hija del Duque Fulbert de Pouille.
Pero cuando Godofredo va camino del castillo de su prometida, una bruja le hace tomar un brebaje, el cual produce alucinaciones al Conde, que lo impulsan a dar muerte al padre de su futura esposa, al confundirlo con un oso. Para reparar su falta, Godofredo pide consejo al mago Eusebius, quien prepara una poción para enviarlo al pasado, momentos antes de que mate a su suegro.

Pero el mago olvidó echar un ingrediente a la poción: los huevos de codorniz. Godofredo y su escudero, Delcojón el Bribón, son enviados al siglo XX, a 1993. Ambos conocen a sus descendientes; Beatriz de Miramonte, madre de familia burguesa y Jacques-Henri Delculón, el actual propietario del castillo Miramonte; que no son otra cosa que los dobles de sus ancestros.
Godofredo no busca entonces más que una cosa: volver a su época y poder casarse con Frenebunda. Pero la misión va a ser difícil, ya que Beatriz lo confunde con su primo Uberto desaparecido desde hacía años, que ella cree ha regresado y que sufre amnesia. Él acabará por encontrar el descendiente del mago Eusebius, quien le dará la poción para regresar al momento correcto de su época. Pero Delcojón, quien entre tanto ha conocido a Ginette, una vagabunda con la que se quiere casar, no quiere irse y consigue hacer partir a su "hijito" Delculón en su lugar. Una vez más, los corredores del tiempo han estado abiertos, lo que constituye la trama del segundo episodio: Los visitantes regresan por el túnel del tiempo de 1998.

## Interpretación
Ambos protagonistas en la cumbre de sus carreras dan lo mejor de sí en esta comedia hilarante. La interpretación de Christian Clavier en el papel de Delcojón El Bribón es sublime en algunos puntos del filme y el contrapunto que ofrece Jean Reno da la medida justa que necesita para ser una comedia ligera. Su reconocido éxito internacional le ha otorgado la categoría de filme de culto y es analizada en las mejores escuelas cinematográficas, sentando las bases de la "nuove goulê". Llena de personajes absurdos y grotescos, el trabajo de los actores ha supuesto un hito por su sincronía y exactitud, el mismo Jean-Marie Poiré (director del filme) afirma la facilidad del rodaje, pudiendo completarse en una semana. Algunos actores y figurantes sostienen que no leían los guiones, transmitían la historia oralmente y en el rodaje "todo debía fluir", el resultado sin duda es uno de los mejores ejemplos de narrativa cómica del último siglo.

## Reparto
- Christian Clavier: Delcojón el Bribón / Jacques Delculón
- Jean Reno: Godofredo Amaury de Malfête, Conde de Miramonte, de Apremont y de Papincourt.
- Valérie Lemercier: Frenebunda de Pouille / Beatriz de Miramonte (esposa de Goulard).
- Isabelle Nanty: Fabienne Morlot.
- Marie-Anne Chazel: Ginette Sarclay, la vagabunda.
- Christian Bujeau: Jean-Pierre Goulard, el marido dentista de Beatriz.
- Gérard Séty: Edgar Bernay, rico banquero del banco "Bernay & Bernay".
- Michel Peyrelon: Édouard Bernay, el hermano mayor de Edgar.
- Arielle Séménoff: Jacqueline, empleada de Delculón.
- Didier Pain: el rey Luis VI el Gordo.
- Jean-Paul Muel: el mariscal des Logis Gibon.
- Pierre Aussedat: el sargento mayor de policía.
- Pierre Vial: el mago Eusebius / Ferdinand Eusèbe.
- François Lalande: el cura.
- Didier Bénureau: el doctor Beauvin.
- Frédéric Baptiste: Freddy, el cocinero.
- Dominique Hulin: el guerrero inglés.
- Jean-Pierre Clami: el jefe del restaurante.
- Eric Averlant: un compañero de Godofredo.
- Jean-Luc Caron: Ganelon
- David Gabison: el maitre de hotel.
- Claire Magnin: la rejuvenecida.
- Tara Gano: la bruja.
- Stéphane Marie: la amante inglesa de Luis VI.
- Jérôme Berthoud: el barman del bowling.

## Premios
- César a la mejor actriz secundaria - Valérie Lemercier
- Nominación al César de la mejor película
- Nominación al César del mejor director - Jean-Marie Poiré
- Nominación al César del mejor guion original o adaptación - Christian Clavier y Jean-Marie Poiré
- Nominación al César del mejor actor - Christian Clavier
- Nominación al César del mejor actor - Jean Reno

## Taquilla
Se vendieron más de 13,78 millones de entradas en Francia, por lo que:
- Ocupa el duodécimo lugar de la taquilla, entre todos los estrenos;
- La cuarta película francesa entre las estrenadas, en 2008, con 13 780 000 entradas, detrás Bienvenidos al norte (20 758 887 entradas), La grande vadrouille (17 270 676 entradas) y Astérix y Obélix: Misión Cleopatra (14 557 020 entradas). Nunca estuvo la primera de la clasificación.